# Lista de viagens presidenciais de Emmanuel Macron
Esta é uma lista das viagens presidenciais internacionais realizadas por Emmanuel Macron, o 25º e atual Presidente da República Francesa. Desde sua posse presidencial em 14 de maio de 2017, Macron realizou 172 viagens presidenciais a 71 nações diferentes.

## Lista de viagens por país

Países visitados por Emmanuel Macron (2017 - atualidade).

| Número de visitas | País                                                              |
| ----------------- | ----------------------------------------------------------------- |
| 1 visita          | Áustria, Bulgária, Grécia, Luxemburgo, Marrocos, Romênia e Suíça. |
| 2 visitas         | Bélgica, Itália e Mali.                                           |
| 3 visitas         | Alemanha                                                          |

## 2017
| País            | Cidade/Região          | Período           | Anfitrião           | Detalhes |
| --------------- | ---------------------- | ----------------- | ------------------- | --- |
| Alemanha        | Berlim                 | 15 de maio        | Angela Merkel       | A visita de Estado à Alemanha marcou seu primeiro compromisso internacional como Presidente. Macron optou pela Alemanha como destino em demonstração ao pró-europeísmo, assim como seguir uma tradição mantida por vários de seus antecessores. Durante seu primeiro dia no cargo, Macron foi recebido pela Chanceler Angela Merkel, com que quem concordou em construir um plano de reforma da União Europeia em meio à crise de direita e ao euroceticismo. |
| Mali            | Gao                    | 19 de maio        | Ibrahim B. Keïta    | Em sua primeira viagem fora da Europa, Macron visitou tropas francesas envolvidas na Operação Barkhane. |
| Bélgica         | Bruxelas               | 25-26 de maio     | Charles Michel      | Macron compareceu à Cimeira da Organização do Tratado do Atlântico Norte, sendo sua primeira reunião multilateral como presidente. Paralelamente, reuniu-se com outros chefes de Estado, incluindo o Presidente estadunidense Donald Trump. |
| Itália          | Taormina               | 26-27 de maio]    | Paolo Gentiloni     | Macron compareceu à 43.ª reunião de cúpula do G7. Paralelamente, reuniu-se com outros chefes de Estado e de governo, como a Primeira-ministra britânica Theresa May e seu homólogo canadense Justin Trudeau. |
| Marrocos        | Rabat                  | 14-15 de junho    | Rei Maomé VI        | Em sua primeira viagem a um país muçulmano, Macron foi recebido pelo Rei Maomé VI de Marrocos. |
| Bélgica         | Bruxelas               | 22-23 de junho    |                     | Macron participou pela primeira vez da reunião do Conselho Europeu. Posteriormente, teve encontros bilaterais com Angela Merkel e outros líderes do Grupo de Visegrád. |
| Alemanha        | Berlim                 | 29 de junho       | Angela Merkel       | Macron reuniu-se com diversos líderes de países europeus como parte dos preparativos para a reunião de cúpula do G20. |
| Mali            | Bamako                 | 2 de julho        | Ibrahim B. Keïta    | Macron participou de uma cimeira de segurança do G5 do Sahel visando a criação de uma força de combate ao terrorismo na região. |
| Alemanha        | Hamburgo               | 7-8 de julho      | Angela Merkel       | Macron compareceu à 12.ª reunião de cúpula do G20, na cidade de Hamburgo. Posteriormente, o presidente francês reuniu-se com o Primeiro-ministro canadense Justin Trudeau, o Presidente russo Vladimir Putin e a Chanceler alemã Angela Merkel. |
| Suíça           | Lausanne               | 10-11 de julho    | Doris Leuthard      | Acompanhado da Prefeita de Paris Anne Hidalgo e de seu esposa Brigitte, Macron viajou à sede do Comitê Olímpico Internacional (COI) representando a candidatura de Paris para os Jogos Olímpicos de Verão de 2024. Paralelamente, reuniu-se com a Presidente da Confederação Helvética Doris Leuthard. |
| Itália          | Triste                 | 12-13 de julho    | Paolo Gentiloni     | Macron participou da Cimeira União Europeia-Balcãs. No dia anterior, reuniu-se com a Chanceler alemã Angela Merkel e o Primeiro-ministro italiano Paolo Gentiloni. |
| Áustria         | Salzburgo              | 23 de agosto      | Christian Kern      | [ 20 ] |
| Roménia         | Bucareste              | 24 de agosto      | Klaus Iohannis      | [ 21 ] |
| Bulgária        | Varna                  | 25 de agosto      | Rumen Radev         | [ 22 ] |
| Luxemburgo      | Luxemburgo Niederanven | 28 de agosto      | Grão-Duque Henrique | Em sua primeira viagem a Luxemburgo, Macron foi recebido pelo Grão-Duque Henrique na companhia da Grã-Duquesa Maria Teresa. No Castelo de Senningen, o presidente francês reuniu-se com o chefe de governo Xavier Bettel e o Primeiro-ministro belga Charles Michel para debate de temas de interesse mútuo. |
| Grécia          | Atenas                 | 6-7 de setembro   |                     | |
| Estados Unidos  | Nova Iorque            | 18-19 de setembro | António Guterres    | Macron compareceu à 72ª Assembleia Geral das Nações Unidas, tendo realizado um dos discursos de maior repercussão na ocasião. Em seu discurso perante a Assembleia Geral, Macron reafirmou a necessidade de manutenção do Acordo de Paris e a seriedade do Plano de Ação Conjunto Global, em contraste ao discurso anteriormente realizado pelo presidente estadunidense Donald Trump.                                                                        |
| Estónia         | Tallinn                | 28-29 de setembro | Jüri Ratas          | Macron participou da Cimeira Digital Europeia e reuniu-se bilateralmente com a Chanceler alemã Angela Merkel. Posteriormente, visitou tropas francesas e britânicas na Base de Tapa acompanhado da Primeira-ministra Theresa May e do Primeiro-ministro estoniano Jüri Ratas. |
| Alemanha        | Frankfurt              | 10 de outubro     | Angela Merkel       | Macron foi recebido pela Chanceler Angela Merkel na abertura da Feira do Livro de Frankfurt. |
| Bélgica         | Bruxelas               | 19-20 de outubro  |                     | Macron compareceu à reunião do Conselho Europeu. |
| Emirados Árabes | Abu Dhabi              | 8-9 de novembro   | Mohammed bin Zayed  | Em sua primeira viagem ao Oriente Médio, Macron participou da cerimônia de inauguração do Louvre Abu Dhabi, o maior museu de arte da região. |
| Arábia Saudita  | Riade                  | 9 de novembro     | Rei Salman          | Estendendo sua viagem pelo Oriente Médio, Macron realizou uma viagem de emergência ao governo saudita após ameaças de guerra contra o Líbano. |
| Alemanha        | Bona                   | 15 de novembro    | Angela Merkel       | Macron participou da cerimônia de abertura da COP23. |
| Suécia          | Gotemburgo             | 17 de novembro    | Stefan Löfven       | Macron participou de reunião regular da União Europeia. |
| Burkina Faso    | Ouagadougou            | 28–29 de novembro | Christian Kaboré    | Macron foi recebido pelo presidente Christian Kaboré, discursou sobre a África, visitou estudantes da região da capital nacional e conheceu uma usina de energia solar. |
| Costa do Marfim | Abidjan                | 29-30 de novembro | Alassane Ouattara   | Macron participou da Cúpula África-União Europeia. |
| Gana            | Accra                  | 30 de novembro    | Akufo-Addo          | Macron reuniu-se com o presidente Nana Akufo-Addo e visitou empreendimentos locais. |

## 2018
| País        | Cidade/Região | Período                      | Anfitrião       | Detalhes |
| ----------- | ------------- | ---------------------------- | --------------- | --- |
| China       | Xi'an Beijing | 8-10 de janeiro              | Xi Jinping      | Em sua primeira viagem de Estado de 2018, Macron visitou o Exército de terracota, o Pagode do Grande Ganso Selvagem e a Grande Mesquita de Xi'an e discursou sobre multilateralismo no Palácio Daming. Posteriormente, em Beijing, o presidente francês visitou a Cidade Proibida e reuniu-se com o homólogo Xi Jinping e o premiê Li Keqiang. |
| Itália      | Roma          | 11 de janeiro                | Paolo Gentiloni | Macron reuniu-se com líderes da União Europeia sobre questões imigratórias na conferência Med7. |
| Reino Unido | Londres       | 18 de janeiro                | Theresa May     | |
| Suíça       | Davos         | 24 de janeiro                |                 | Macron discursou e participou de reuniões no Fórum Econômico Mundial. |
| Tunísia     | Túnis         | 31 de janeiro-1 de fevereiro | Essebsi         | Em sua primeira visita oficial do ano a um país africano, Macron discursou ao Parlamento da Tunísia, participou de uma conferência financeira e reuniu-se com o Presidente Essebsi. |

## Eventos multilaterais
Macron compareceu e espera-se que compareça aos seguintes eventos multilaterais durante seu mandato:
| Organização                                                                                            | Evento           | Ano                            | Ano                                        | Ano                            | Ano                            | Ano                            | Ano                            | Ano                            | Ano                               | Ano                            |
| Organização                                                                                            | Evento           | 2017                           | 2018                                       | 2019                           | 2020                           | 2021                           | 2022                           | 2023                           | 2024                              | 2025                           |
| --- | ---------------- | ------------------------------ | ------------------------------------------ | ------------------------------ | ------------------------------ | ------------------------------ | ------------------------------ | ------------------------------ | --------------------------------- | ------------------------------ |
| Nações Unidas                                                                                          | Assembleia Geral | 18–20 de setembro, Nova Iorque | 24–26 de setembro, Nova Iorque             | 17–20 de setembro, Nova Iorque | 17–20 de setembro, Nova Iorque | 27–28 de setembro, Nova Iorque | 20–21 de setembro, Nova Iorque | 21–22 de setembro, Nova Iorque | 25 de setembro, Nova Iorque       | 9 de setembro, Nova Iorque     |
| G7 | Cúpula do G7     | 26–27 de de maio, Taormina     | 8–9 de junho, La Malbaie                   | 24–26 de agosto, Biarritz      | 1–12 de junho, Camp David      | 11–13 de junho, Carbis         | 26–28 de junho, Garmisch       | 19–21 de maio, Hiroshima       | 13–15 de junho, Fasano            | 15–17 de junho, Kananaskis     |
| G20 | Cúpula do G20    | 7–8 de julho, Hamburgo         | 30 de novembro–1 de dezembro, Buenos Aires | 28–29 de junho, Osaka          | 21–22 de novembro, Riade       | 30–31 de outubro, Roma         | 15–16 de novembro, Bali        | 9–10 de setembro, Nova Déli    | 19–20 de novembro, Rio de Janeiro | 22–23 de novembro, Joanesburgo |
| OTAN                                                                                                   | Cimeira da OTAN  | 25 de maio, Bruxelas           | 11–12 de julho, Bruxelas                   | 3–4 de dezembro, Watford       | —                              | 14 de junho, Bruxelas          | 28–30 de junho, Madrid         | 11–12 de julho, Vilnius        | 9–11 de julho, Washington, D.C.   | 24–26 de junho, Haia           |
| Evento anunciado ou previsto. Evento não previsto ou cancelado. O dignitário não compareceu ao evento. |                  |                                |                                            |                                |                                |                                |                                |                                |                                   |                                |